# Hampton (Georgia)
Hampton è una città degli Stati Uniti d'America, situata in Georgia, nella Contea di Henry.